# Uperoleia altissima
Uperoleia altissima es una especie  de anfibios de la familia Myobatrachidae.

## Distribución geográfica
Se encuentra Australia.